# El bulto
El bulto es una película mexicana del año 1991 dirigida por Gabriel Retes.

## Sinopsis
Lauro (Gabriel Retes), un fotógrafo liberal e izquierdista que cubre para un periódico de Ciudad de México la Matanza del Jueves de Corpus del 10 de junio de 1971, es fuertemente golpeado por paramilitares auspiciados por el gobierno mexicano y queda en estado de coma. Despierta después de 20 años, cuando Alba (Delia Casanova), su mujer se ha casado con otro hombre y sus hijos, Sonia (Gabriela Retes), y Daniel (Juan Claudio Retes), entonces pequeños ya son adultos.
A Lauro le cuesta mucho trabajo adaptarse a ese nuevo mundo que ahora le toca vivir, tiene que acostumbrarse a la nueva cultura, la tecnología y ver a sus amigos convertidos en profesionales y no en los jóvenes liberales de izquierda que conoció. Para su familia y amigos tampoco es fácil recibir a un completo desconocido que transmite sus frustraciones de manera agresiva a los que lo rodean.
Gabriel Retes aprovecha la apertura de los medios y del gobierno mexicano para acercar a las nuevas generaciones a hechos pasados que antes eran censurados, en este caso la Matanza del Jueves de Corpus o El Halconazo. Por otro lado, la película retrata la transformación de la sociedad mexicana, diferente a como la recordaba antes de caer en coma. Mostrar cómo una parte de la población cambia sus ideales y son absorbidos por «el sistema» vigente al momento de despertar.

## Reparto
- Gabriel Retes es Lauro, el Bulto.
- Héctor Bonilla es Alberto.
- Gabriela Retes es Sonia.
- Juan Claudio Retes es Daniel.
- Lourdes Elizarrarás es Adela.
- José Alonso es Toño.
- Delia Casanova es Alba.
- Cecilia Camacho es Valeria.
- Lucila Balzaretti (madre del Director Gabriel Retes) es Elena, la abuela.
- Luis Felipe Tovar es el Dr. Alfonso
- Paloma Robles es Isabel.

## Premios

### Adjudicados
- Ganadora del Premio Ariel a la Mejor edición (Saúl Aupart)

### Nominaciones
Nominaciones al Premio Ariel en las categorías: 
- Co actuación masculina (Juan Claudio Retes)
- Actriz de cuadro (Delia Casanova)
- Música de fondo (Pedro Plascencia Salinas)